# Kreba-Neudorf
Kreba-Neudorf, in alto sorabo Chrjebja-Nowa Wjes, è un comune di 1.006 abitanti della Sassonia, in Germania.
Appartiene al circondario (Landkreis) di Görlitz (targa GR) ed è parte della comunità amministrativa (Verwaltungsgemeinschaft) di Rietschen.

## Economia
Il piccolo paese ospita uno degli stabilimenti di produzione della Lorenz Snack - World.